# 東科控股
东科控股股份有限公司 (東科集團)（英語：Eastech Holding Ltd），成立于1971年，公司位于新北市新店區。2012年11月5日在台湾证券交易所上市。
東科集團是全球最大的影音扬声器系統、喇叭單體及聲學相關音訊產品的代工制造商。 专注于喇叭单体研發與设计，以及其它相關音訊產品（耳机／音响／智能穿戴设备等）的研發及生产，拥有超过120种有效专利。

## 旗下子公司
东科控股在中国广东省惠阳市拥有工厂，集团下的子公司也多集中于惠阳。此外在香港、深圳、新加坡、丹麦也设有子公司。
- 东声（惠州市）有限公司
- 东科声学股份有限公司
- 东科声学（深圳）有限公司
- 东雅电子（香港）股份有限公司
- 东亚科技（香港）有限公司
- 东美音响（香港）有限公司
- Scan-Speak A/S (丹麦)[3]
- Eastech (SG) Pte. Ltd.
- Eastech (VN) Company Limited